# Laura Delany
Laura Katherine Delany (* 23. Dezember 1992 in Dublin, Irland) ist eine irische Cricketspielerin, die seit 2010 für die irische Nationalmannschaft spielt und seit 2016 ihre Kapitänin ist.

## Kindheit und Ausbildung
Delany kommt aus einer Sportlerfamilie. Ihr Bruder, Gareth Delany, spielt ebenfalls für die irische Cricket-Nationalmannschaft, ebenso wie ihr Cousin David Delany. Laura Delany durchlief das irische Jugendsystem und spielte unter anderem in der dortigen U15-Nationalmannschaft. Als 16-Jährige wurde sie für das Seniorenteam für ein Spiel gegen Nottinghamshire nominiert, kam jedoch nicht zum Einsatz.

## Aktive Karriere
Delany gab ihr Debüt in der Nationalmannschaft in einem WODI im Juli 2010 gegen Neuseeland. Im Oktober reiste sie dann nach Südafrika für zwei Sechs-Nationen-Turniere. Im WODI-Turnier gelangen ihr 3 Wickets für 30 Runs gegen Sri Lanka. Im WTwenty20-Turnier gab sie dann gegen Sri Lanka ihr internationales WTwenty20-Debüt. Im Sommer 2013 gelangen ihr bei der Tour gegen Pakistan in der WODI- (3/54) und WTwenty20-Serie (3/15) jeweils drei Wickets. Ihre erste Weltmeisterschaft bestritt sie bei der ICC Women’s World Twenty20 2014 und ihre beste Leistung dabei waren 14* Runs gegen den Gastgeber Bangladesch. Bei der Ausgabe 2016 konnte sie gegen Sri Lanka 29 Runs beisteuern. Nach dem Turnier wurde sie als Nachfolgerin von Isobel Joyce als Kapitänin des Nationalteams ernannt. Bei der ICC Women’s World Twenty20 2018 erreichte sie als beste Leistung abermals 14* Runs gegen Australien.
Im Juli 2021 erzielte sie in den WTwenty20s gegen die Niederlande ein Fifty über 61 Runs, wofür sie als Spielerin des Spiels ausgezeichnet wurde. In der europäischen Qualifikation für die nächste WTwenty20-Weltmeisterschaft erzielte sie im August gegen die Niederlande 3 Wickets für 17 Runs. In der WODI-Serie in Simbabwe im Oktober 2021 gelangen ihr dann zwei Fifties (88 und 68 Runs). Im März 2022 erhielt sie einen vollen zentralen Vertrag mit vom irischen Verband. Nachdem sie zu Beginn des Sommers 2022 verletzt aussetzen musste, erzielte sie in den Niederlanden im August im zweiten WODI ihr erstes Century über 109 Runs aus 102 Bällen. Im abschließenden Spiel konnte sie dann 3 Wickets für 26 Runs erreichen. Im Finale des ICC Women’s T20 World Cup Qualifier 2022 gegen Bangladesch konnte sie 3 Wickets für 27 Runs beitragen. Im November 2022 erzielte sie bei der Tour in Pakistan ein Fifty über 69 Runs in der WODI-Serie und 3 Wickets für 20 Runs in den WTwenty20s.